# Nevada Gaming Commission
Комісія з ігор Невади — це урядова установа штату Невада, яка займається регулюванням казино по всьому штату, разом з Радою з контролю за іграми в штаті Невада.
1959 року комісію було створено шляхом прийняття Закону про контроль за іграми («Акт»). Закон заклав основу того, що стало сучасними правилами регулювання ігор. Комісія складається з п'яти членів, призначених губернатором на чотири роки, причому один член виконує обов'язки Голови. Члени Комісії працюють за сумісництвом. Основні обов'язки Комісії включають виконання рекомендацій Ради (Ради) ігрового контролю у питаннях ліцензування та прийняття рішень у справах про оскарження дозволів на роботу. Комісія є остаточним органом з питань ліцензування, який має можливість затверджувати, обмежувати, відмовляти, анульовувати або призупиняти будь-яку ліцензію на ігри. Коли Рада з контролю за іграми вважає, що дисципліна щодо ігрового ліцензіата є доречною, Рада діє як прокурор, тоді як Комісія діє як суддя, щоб визначити, чи слід застосовувати санкції.

## Типи ліцензій
Ключовими ігровими ліцензіями є:
- обмежена ігрова ліцензія, яка застосовується до роботи 15 або менше ігрових пристроїв (і без настільних ігор) в одному місці. Кількість ліцензій з обмеженим доступом змінюється щомісяця, але округ Кларк має близько 2000 ліцензій і близько 15.000 ігрових автоматів (2008);
- необмежена ігрова ліцензія, яка надається для роботи:

1. закладу, що має 16 і більше ігрових автоматів;
2. закладу, що має будь-яку кількість ігрових автоматів разом з будь-якими іншими ігровими, ігровими пристроями або спортивним басейном в одному місці.

## Популярна культура
У фільмі Казино 1995 року Комісія відмовляє Сему Ротштейну, персонажу за мотивами Френка Розенталя, роль якого зіграв Роберт Де Ніро. Насправді головою Комісії в цей час був майбутній сенатор Гаррі Рід.
У фільмі 11 друзів Оушена 2001 року NGC видає вигадане розпорядження, яке вимагає від казино зберігати в запасі достатньо грошей, щоб покрити кожну фішку у грі. У фільмі Метт Деймон грає персонажа, який видає себе за агента NGC.
У фільмі 13 друзів Оушена 2007 року «Ігрова комісія Невади» вимагає від казино Банку 500 млн $, щоб зберегти ліцензію на азартні ігри.

## Колишні члени
- Майлз Нельсон Пайк, перший голова, 1959 рік
- Гаррі Рід, голова, 1977—1981
- Брайан Сандовал, 1998—2001; Голова, 1999—2001
- Сью Вагнер –1997-2009